# Wieliszew-Kolonia
Wieliszew-Kolonia – część wsi Michałów-Reginów w Polsce, położona w województwie mazowieckim, w powiecie legionowskim, w gminie Wieliszew (do 31 grudnia 2007 w gminie Nieporęt).
Leży na północny wschód od Michałowa-Reginowa, wzdłuż ulicy Warszawskiej, w okolicy dawnej cegielni. Krótko po II wojnie światowej funkcjonowała gromada o nazwie Cegielnia w gminie Jabłonna
W latach 1975–1998 miejscowość administracyjnie należała do województwa warszawskiego